# Chatroulette.com
Chatroulette.com — сайт, який дозволяє анонімно спілкуватися за допомогою відео та текстового чату. Відвідувач вебсайту потрапляє на випадково обраного незнайомця (stranger) і починає з ним онлайн-чат. У будь-який момент спілкування користувач може залишити поточний чат і пошукати іншого випадкового співрозмовника.
Навесні 2010 відвідуваність сайту досягала 1,5 млн осіб на день.

## Історія
Сервіс був запущений в листопаді 2009 року московським школярем Андрієм Терновським і набув популярності в лютому 2010 року після того, як про нього було розказано в телевізійному шоу «Good Morning America». А пізніше того ж року, про сервіс вийшла стаття у «New York Magazine». Терновський каже, що концепція виникла з відеочатів, які він колись проводив з друзями по Skype, і що він написав першу версію Chatroulette за «два дні і дві ночі». Терновський вибрав назву «Chatroulette» після перегляду «Мисливця на оленів», фільму 1978 року, в якому військовополонені змушені грати в російську рулетку. Сайт випадково створює пари своїх користувачів і дозволяє їм набирати повідомлення один одному під час відеочату одне з одним.

## Вплив на культуру
В епізоді Південного Парку «У вас 0 друзів», сервіс висміювався за скандальність: існує значна кількість користувачів, що демонструють власні геніталії перед вебкамерою, а також займаються мастурбацією.
27 лютого 2010 року на фестивалі «Soundwave» в Мельбурні, Австралія, музичний гурт Faith No More використовував Chatroulette для трансляції свого концерту.